# The Boys of the Old Brigade
The Boys of the Old Brigade ist ein irisches republikanisches Lied des Musikers Paddy McGuigan, welches an die Teilnehmer des Osteraufstands von 1916 und den Irischen Unabhängigkeitskrieg erinnert. Es wurde in der ersten Hälfte des 20. Jahrhunderts populär und gehört zum Repertoire vieler irisch-republikanischer Musikgruppen.

## Inhalt und Bedeutung
Der Text des Liedes schildert aus der Sicht eines ehemaligen IRA-Kämpfers eine nostalgische Erinnerung an den Kampf um die irische Unabhängigkeit. Der Erzähler spricht mit einem jungen Mann, vermutlich seinem Sohn oder Enkel, und erinnert sich an seine gefallenen Kameraden, die titelgebenden „Jungs der alten Brigade“.

„Oh, father, why are you so sad

On this bright Easter morn’?

When Irish men are proud and glad

Of the land where they were born…“

Das Lied zollt jenen Respekt, die ihr Leben für die Gründung der Irischen Republik geopfert haben. Es unterstreicht die Kontinuität des republikanischen Kampfes und die Bedeutung des Gedenkens an frühere Generationen.

## Historischer Kontext
Das Lied bezieht sich hauptsächlich auf zwei entscheidende Phasen des irischen Freiheitskampfes:
- Osteraufstand 1916: Ein bewaffneter Aufstand gegen die britische Herrschaft in Irland, organisiert von der Irish Republican Brotherhood und anderen republikanischen Gruppen.

- Irischer Unabhängigkeitskrieg (1919–1921): Ein Guerillakrieg zwischen der Irish Republican Army (IRA) und britischen Streitkräften, der zur Gründung des Irischen Freistaats führte.

The Boys of the Old Brigade wurde vor allem in republikanischen Kreisen gesungen, etwa bei Gedenkveranstaltungen oder politischen Versammlungen. Auch während des Nordirlandkonflikts („The Troubles“) blieb das Lied ein Symbol für republikanische Solidarität.
Das Lied gehört zum Genre der irischen Rebel Songs, einer Form des politischen Liedguts, die in Irland eine lange Tradition hat. Bekannte Interpreten sind unter anderem The Wolfe Tones und The Dubliners.
Diese Gruppen trugen zur Popularisierung des Liedes bei, vor allem unter der irischen Diaspora in Großbritannien, den USA und Australien.

## Rezeption und Kontroversen
Das Lied ist unter Republikanern beliebt, wird jedoch von Unionisten und Teilen der britischen Öffentlichkeit kritisch gesehen, da es in manchen Kontexten als politisch provokativ empfunden wird. In Schottland etwa wurde das Lied mehrfach im Umfeld von Fußballspielen von Celtic Glasgow gesungen, was zu Kontroversen und Debatten über die Zulässigkeit politischer Lieder in Stadien führte. Die schottischen Fußballverbände und Sicherheitsbehörden diskutierten wiederholt Maßnahmen gegen das Abspielen oder Singen solcher Lieder im Stadionkontext.